# Hydrokulturdünger
Hydrokulturdünger sind spezielle Pflanzendünger, die für die Hydrokultur und Hydroponik benutzt werden. Sie sind notwendig, um die Pflanzen im künstlichen Umfeld zu schützen und mit allen essentiellen Nährstoffen zu versorgen. Die Zusammensetzung von Hydrokulturdüngern unterscheidet sich in der Vielfalt der chemischen Substanzen von konventionellem Dünger für Erdkulturen. Pflanzen, die in Erdböden kultiviert werden, benötigen andere Düngergemische.
Es gibt verschiedene Möglichkeiten, in der Hydrokultur Pflanzen zu düngen:
- mit flüssigem anorganischen Volldünger, dieser wird in Großanlagen auf Basis der Leitfähigkeitsmessung des Wassers automatisch zudosiert.
- Durch Düngesalzfreisetzung aus festem Ionenaustauscher-Granulat.
- Aufschlämmung von organischem Dünger oder Zusatz solcher Nährstofflösungen.
- eine Humus- oder Kompostschicht, die bei Ebbe-Flut-Systemen auf die oberste Substratschicht aufgebracht wird und nur bei Düngerbedarf von oben gewässert wird.
- sogenannter Wurmtee oder aktiv belüfteter Komposttee (AACT, actively aerated compost tea),[1] eine wässrige Lösung der Kotausscheidungen von Kompostwürmern
- in der Spezialform Aquaponik durch die Kotausscheidungen und Futtermittelreste der gehaltenen Fische.

## Notwendigkeit
Pflanzen nehmen nach Bedarf selektiv Mineralien auf. Durch die selektive Aufnahme ändert sich das chemische Gleichgewicht zwischen Kationen und Anionen. Durch Verschiebung des chemischen Gleichgewichts ändert sich der pH-Wert sehr rapide. Verschiebt sich der pH-Wert zu sehr in eine Richtung, kann die Pflanze aufgrund des Membranpotentials nicht mehr alle Ionen aufnehmen. Außerdem veranlasst ein erhöhter pH-Wert die Salzbildung bestimmter Nährstoffe (Niederschlagsreaktion). Die Nährstoffe sind dann nicht mehr verfügbar für die Pflanzen. Dies führt schnell zu Mangelerscheinungen. Böden fungieren als Puffer für das Gleichgewicht des pH-Wertes. Sie sind Kationenaustauscher und halten so den pH-Wert aufrecht. Hydrokulturdünger verwenden deswegen chemische Puffer.
Pflanzen benötigen Makronährstoffe (wie Stickstoff, Kalium, Phosphor, Calcium, Magnesium, Schwefel, Nitrat) in erhöhter Konzentration um lebenswichtige Stoffwechselprozesse aufrechtzuerhalten und essentielle Mikronährstoffe wie Eisen, Zink, Kupfer, Mangan, Bor, Molybdän, Nickel, Chlorid, Aluminium, Silizium und Titan in sehr geringer Konzentration um spezifische Stoffwechselprozesse aufrechtzuerhalten. Des Weiteren sind Spurenelemente wie Cobalt, Natrium, Vanadium, Lithium bei bestimmten Pflanzen von Vorteil.
Einflüsse auf Pflanzen wurden auch für folgende chemische Elemente nachgewiesen: Arsen, Cer, Chrom, Fluor, Gallium, Germanium, Jod, Lanthan, Mangan, Natrium, Rubidium, Selen, Titan und weitere.
Böden enthalten von Natur aus genug Spurenelemente. In Hydrokulturdünger werden alle notwendigen Mikronährstoffe deshalb zugesetzt.
Bei Hydroponik-Systemen ist es wichtig, die Ursache von etwaigen Wasserverlusten zu erkennen. Wasserverlust durch Verdunstung erfordert lediglich Ergänzung mit Frischwasser, Wasserverlust durch Lecks führt zugleich zu Verlust an Nährstoffen, deren Gehalt bei Wasserzufuhr ergänzt werden muss.

## Chemische Puffer
Bei der Wurzelatmung entsteht Kohlenstoffdioxid, das mit dem Gießwasser chemisch zu Kohlensäure reagiert (wobei sich ein Gleichgewicht einstellt):
{\displaystyle \mathrm {\ CO_{2}+H_{2}O\ \rightleftharpoons \ H_{2}CO_{3}} }
Im Umlaufwasser der Hydroponik liegt das Gleichgewicht, abhängig vom pH-Wert eher auf Seite der freien Hydrogenkarbonationen (siehe dazu Kohlensäure#pH-Indikation Wasser). Gebildete Hydrogencarbonationen reagieren mit Wasser weiter
{\displaystyle \mathrm {\ H_{2}CO_{3}+H_{2}O\ \rightleftharpoons \ H_{3}O^{+}+HCO_{3}^{\,-}} }
Freie Kohlensäure wirkt dadurch wie eine schwache Säure. Im Umlaufwasser senkt die Kohlensäure den pH-Wert. In Boden reagiert die Kohlensäure mit Kalksteinen weiter zu Calciumhydrogencarbonat (auch „Bicarbonat“ genannt) (Details siehe Karst#Verwitterung):
{\displaystyle \mathrm {H_{2}CO_{3}+CaCO_{3}\rightarrow Ca^{2+}+2\,HCO_{3}^{-}} }
Eine chemische Puffersubstanz bewirkt nun, dass sich der pH-Wert bei Zugabe einer Säure (oder einer Base) wesentlich weniger stark ändert, als dies in einem ungepufferten System der Fall wäre. Die Menge an Säure oder Base, die von einem Puffer ohne wesentliche Änderung des pH-Werts abgefangen werden kann nennt man Pufferkapazität, im Boden Austauschkapazität.
Im konkreten Fall wird der Düngerlösung beispielsweise eine Puffersubstanz (Carbonate oder eine Substanz, die zugleich Metallionen als Chelat in Lösung hält) zugesetzt. Enthält das Wasser zu viele Protonen (weil es zu sauer ist), dann bindet die Puffersubstanz ein Proton und das Reaktionsgleichgewicht wird zur Kohlensäure verschoben, es bildet sich Kohlensäure. Diese zerfällt zu Wasser und Kohlenstoffdioxid (CO2) und das CO2 gast in die Luft aus (siehe dazu auch Kohlensäure-Bicarbonat-System). Alle Düngesalze einer starken Säure mit einer schwachen Base oder starken Base mit einer schwachen Säure wirken als Puffersubstanzen, zum Abpuffern der Kohlensäure wird ein Salz einer starken Base mit einer schwachen Säure verwendet (siehe dazu auch das Kapitel „chemische Grundlagen“ im Artikel chemischer Puffer).
Eine pH-Wert-Anhebung erfolgt auch bei der mikrobiellen Oxidation von Ammonium zu Nitrat (darum sollte Hydrokulturdünger keinen Stickstoffdünger auf Ammoniumsalzbasis enthalten):
NH4+ + 2O2 ↔ NO3− + 2H+ + H2O.
Ein zu hoher pH-Wert des Umlaufwassers kann in emersen Systemen wie der Hydrokultur auch zu oxidativem Stress infolge Eisentoxizität führen mit chloroseähnlichen Symptome an Blättern (Gelbfärbung).
In Nährlösungskultur wird das Streckungswachstum von Wurzeln bei pH-Werten unter 4 und bei zu hohen pH-Werten gehemmt (mit Unterschieden bei verschiedenen Pflanzenarten). Stickstoffversorgung mit NO3− führt dabei zu einer Alkalisierung und mit NH4+ zu einer Ansäuerung der Rhizosphäre.
Siehe dazu auch Auswirkungen des pH-Wertes auf das Wachstum von Pflanzen und Nährstoffverfügbarkeit in Abhängigkeit vom Boden-pH.

## Komplexbildner
Eisen-, Mangan-, Zink- und Kupferionen werden in sauerstoffangereichertem Wasser schnell oxidiert, dadurch wird die Aufnahmefähigkeit für Pflanzen verringert. Dies ist besonders bei Eisen wichtig, dessen Mangel eine Ursache für Chlorose (Gelbfärbung der Blätter) sein kann. Um solche Metallverbindungen, die ansonsten aufgrund der Sauerstoffoxidation oder des pH-Werts (als Hydroxide) ausflocken würden, fix gebunden in Lösung zu halten, werden daher Chelatbildner oder deren Verbindungen mit beispielsweise Eisen, Mangan, Kupfer oder Zink zugesetzt.
Beispiele von solchen Komplexbildnern:
- EDTA[7]
- DTPA[7]
- HEDTA/HEEDTA[7] (HydroxyEthylEthyleneDiamineTriaceticAcid)
- HBED (hexadentate phenolic aminocarboxylate = N, N-bis(2-hydroxybenzyl)ethylenediamine-N,N-diacetic acid)
- Fulvosäuren
- Phytinsäure
- Citronensäure oder Citrate
- Tartrate
- Huminsäuren
- und andere Chelatkomplexbildner

Manche der Eisenchelatkomplexe der oben angeführten Komplexbildner sind abhängig vom pH-Wert stabil oder instabil, deshalb ist der pH-Wert der fertigen Nährlösung oder des Bodens essenziell wichtig für die Eisenaufnahmefähigkeit der Pflanzen. Für die Pflanzenaufnahme der (Spuren)Elemente Eisen, Kupfer, Mangan, Bor und Zink ist ein pH-Bereich zwischen pH 5 und 6 der Beste.
EDTA wird eher Düngern für Erdsubstrate zugesetzt, es hat hohe Affinität (Bindungswilligkeit) zu Calcium (und hält dann Calcium in Lösung). DTPA wurde Standard für Hydrokulturdünger in Europa, die Ökotoxizität ist weitgehend unerforscht.
Lösliche Huminstoffe kommen in der Natur in Humusböden, Torf, Leonardit und Braunkohle vor. Sie vermindern die Toxizität von Eisen, denn sie halten das Eisen als Eisen(II)-Komplex gebunden, dadurch sinkt aber auch die Bioverfügbarkeit des Eisens.

## Anorganische Dünger
Jeder wässrige Hydrokulturdünger ist ein Volldünger bei dem alle genannten Nährstoffe künstlich zugegeben werden. Deshalb wurden seit den 1950er Jahren unterschiedliche Formeln und Ansätze entwickelt.

„Die meisten Pflanzen wachsen mit einem bestimmten Ionenkonzentrationsverhältnis optimal!“

| Name des Ions    | Formel | Konzentrationsanteil in der Lösung [%] |
| ---------------- | ------ | -------------------------------------- |
| Nitrat           | NO3−   | 50 bis 70                              |
| Hydrogenphosphat | H2PO4− | 3 bis 20                               |
| Sulfat           | SO42−  | 25 bis 40                              |
| Kalium           | K+     | 30 bis 40                              |
| Calcium          | Ca2+   | 35 bis 55                              |
| Magnesium        | Mg2+   | 15 bis 30                              |

Die Dosierungsangaben von flüssigen anorganischen Hydrokulturdünger befinden sich bei allen Produkten auf den Verpackungen.
Üblicherweise wird bei Mehrstoffdüngern das Verhältnis der Kernnährstoffe Stickstoff (N), Phosphor (P) und Kalium (K) in % der handelsüblichen Bezugsbasis als „NPK-Wert“ angegeben, zum Beispiel (13/13/21). Diese Angabe bedeutet, dass der Dünger 13 % N; 13 % P2O5; 21 % K2O enthält, siehe dazu auch NPK-Dünger. Die Düngemittel können auch andere chemische Verbindungen von Stickstoff, Phosphor und Kalium enthalten (beispielsweise Kaliumsulfat, Kaliumchlorid oder bestimmte Phosphate), die Gehalte der drei Grundnährstoffe werden aber immer standardisiert auf „N“, „P2O5“ und „K2O“ bezogen und dazu umgerechnet und so angegeben. So können unterschiedliche Dünger besser verglichen werden. 

### Ionenaustauscher-Granulat
Ionenaustauscher-Granulate sind feste Spezialdünger (NPK Volldünger) für die langzeitige Nährstoffversorgung in einer Hydrokultur. Diese versorgen die Pflanze mit einer einmaligen Düngung über mehrere Monate. Sie bestehen aus Kunstharz-Granulaten, welche mit Salzen (Nitrate, Phosphate und Kaliumsalze) beladen sind. Außerdem enthalten sie auch die notwendigen Mikronährstoffe.
Bei Zugabe von üblichem Leitungswasser wird das Ionenaustauscher-Granulat aktiviert. Es nimmt dann natürlich enthaltene Salze aus dem Leitungswasser auf und gibt im Tausch im Harz geladene Nährsalze ab. Die Salze lösen sich über einen langen Zeitraum auf (abhängig von der Nährstoffaufnahme der Pflanze), wobei die Nährstoffkonzentration im Gleichgewicht bleibt. Dies gewährleistet eine milde und langanhaltende Abgabe von Nährstoffen in einer pflanzenverträglichen Konzentration.
Das Kunstharz fungiert nicht nur als Träger für die Nährsalze. Es ist zusätzlich ein Puffer, um den pH-Wert stabil zu halten. Er löst sich nicht auf, sondern lässt nur verbrauchtes Kunstharz-Granulat zurück.

## Organische Dünger
Organische Düngemittel werden oft als Ergänzung zu anorganischem Hydrokulturdünger benutzt, denn anorganischer Dünger ist teurer.
Organische Dünger werden hauptsächlich aus Tiermehl, Asche von Pflanzen oder Tierknochen, Dung von Masttieren und industriellen Pflanzenabfällen hergestellt.
Der ausschließliche Einsatz von organischem Dünger ist jedoch mit einigen Nachteilen verbunden:
1. Da es sich um ein Naturprodukt handelt, variieren die chemischen Zusammensetzungen und Konzentrationen der Nährstoffe stark. Denn diese hängen von vielen Faktoren, wie z. B. der Nahrung des Tieres, ab.
2. Organischer Dünger kann eine Quelle für verschiedene Pflanzenkrankheiten sein.
3. Organischer Dünger ist oft schwer zu verarbeiten, aufgrund der unterschiedlichen Konsistenz und Größe.
4. Organische Dünger können starke Gerüche abgeben.
5. Organischer Dünger kann Ammoniumverbindungen enthalten. Damit diese nicht mikrobiell zu Ammoniak reduziert werden (der in die Luft ausgast und somit als Düngestickstoff nicht mehr zur Verfügung steht) muss wie bei Aquaponik das Ammonium mithilfe von Mikroorganismen in einem aeroben Prozess zu Nitrat umgebaut werden. Der Umbau erfolgt üblicherweise in Rieselfiltern (siehe dazu Pflanzenkläranlagen). Die Oxidation während der Bewässerungsphase ist nicht erwünscht, da der aerobe Prozess Sauerstoff verbraucht, der dann für die Wurzelatmung fehlt. Stickstoffversorgung mit NH4+ anstelle von NO3− führt zu verminderter Wurzelbiomasse[6]. Allerdings wurde bei Gerste nachgewiesen, dass die Pflanzen für die Aufnahme von Ammoniumionen weniger (Zucker)Energie aufwenden müssen als für die Aufnahme von Nitrationen.[13]
6. Wenn fester organischer Dünger verwendet wird, ist eine vorherige Verarbeitung notwendig (Zerkleinern, Sterilisieren, Homogenisieren usw.).

## Zucker
Wie den Nährlösungen zur Pflanzen-Zellzüchtung wird auch Hydroponik-Düngerlösungen Saccharose oder Melassesirup zugesetzt. Damit werden „nützliche Mikroorganismen“ (Trichoderma, Mykorrhiza und nützliche Bakterien), die in der Rhizosphäre an den Wurzelhaaren leben gefördert. Die Mikroorganismen liefern Enzyme, die die Aufnahme der Nährstoffe verbessern. Trichoderma etwa Chitinase, das Zellwände von Schadorganismen durchlässig macht und Cellulase, die Pilzhyphen Zugang zu Pflanzenwurzeln ermöglicht.
Beispielsweise können bestimmte Pseudomonas-Stämme im Feinwurzelbereich das Wachstum von Tomaten, Gurken, Salat und Kartoffeln in hydroponischen Anlagen verstärken.

## Bewurzelungshilfsstoffe
Manchen Nährlösungen sind Bewurzelungshormone und andere Phytohormone, beispielsweise Indolbuttersäure (IBA), Indolessigsäure (IES oder IAA), 1-Naphthylessigsäure oder Gibberellinsäure (GA oder GA3) zugesetzt.
Auch durch Thiamin (Vitamin B1) lässt sich das Wachstum erwachsener Pflanzen und von Wurzeln steigern, ebenso durch eine Mischung von 10−5 bis 10−7 mol Pyrimidin und Thiazol. Auch Vitamin H und Vitamin K führen zu verbessertem Wurzelwachstum.
Ein in der Grower-Szene (siehe dazu auch Grow! und Indoor-Growing) und für den (privaten) Gartenbau oft empfohlenes sogenanntes Weidenwasser aus eingeweichten Weidenaustrieben enthält der Bewurzelung dienliche Wuchsstoffe, zum gleichen Zweck der besseren Wurzelbildung bei Stecklingen wird auch Honig zugesetzt.
Siehe dazu auch Auxine#Zellteilung und Differenzierung.
Für die Stecklingsbewurzelung (mittels Aeroponik oder Fogponics) werden Bewurzelungsmittel auch in Pulverform (mit der Basis Gesteinsmehl wie beispielsweise Talk), in wässriger Lösung oder als kalilaugeneutralisiertes Polyacrylsäure-Gel (derselbe Stoff wie in Superabsorber-Babywindeln) angeboten.

## Exsudate
Im Umlaufwasser der Hydroponik reichern sich Exsudate (Ausscheidungsstoffe der Wurzeln) und extrazelluläre polymere Substanzen (Ausscheidungsstoffe von Mikroorganismen) an.
Aus Erdgas oder Erdöl gewonnenes CO2 hat geringere Gehalte an 14C als CO2 aus der Luft, wo das radioaktiv zerfallende 14C-Isotop durch Höhenstrahlung laufend nachgebildet wird. 14C kann daher als Indikator und Tracer verwendet werden, um mithilfe von Szintillationsspektrometern den Weg oder den Gehalt von Molekülen, die auf Erdöl basieren, in Pflanzen zu bestimmen. Damit wurde nachgewiesen, dass bis zu 20 % des in einer Vegetationsperiode durch Photosynthese fixierten Kohlenstoffs in den Boden abgegeben werden. 64 - 86 % davon wurden durch Mikroorganismen veratmet, 2 - 5 % blieben im Boden zurück. Die Wurzel-Exsudate von Mais waren im Hauptanteil (79 %) wasserlöslich (davon waren 64 % Kohlenhydrate, 22 % Aminosäuren oder Amide und 14 % organische Säuren).

## Nährlösungen
Julius Sachs, Julius Adolph Stöckhardt und Wilhelm Knop waren die ersten Agrikulturchemiker, die standardisierte Nährlösungen für die Hydrokultur entwickelten. Es werden heutzutage verschiedene Nährlösungen unverdünnt verwendet, beispielsweise:

### Nährlösung nach Abram Steiner
Folgende Tabelle zeigt die Zusammensetzung aller Nährstoffe in einer von Abram Steiner entwickelten Stammlösung:
| Nährstoff  | Konzentration [mg/L] |
| ---------- | -------------------- |
| Stickstoff | 170                  |
| Phosphor   | 50                   |
| Kalium     | 320                  |
| Calcium    | 183                  |
| Magnesium  | 50                   |
| Schwefel   | 148                  |
| Eisen      | 4                    |
| Mangan     | 2                    |
| Bor        | 2                    |
| Zink       | 0,2                  |
| Kupfer     | 0,5                  |
| Molybdän   | 0,1                  |

### Nährlösung nach Sachs und Stöckhardt (1860)
Ein Liter fertige Lösung enthält:

1 g Kaliumnitrat

0,5 g Calciumsulfat

0,4 g Magnesiumsulfat

0,5 g Calciumhydrogenphosphat

und eine Spur Eisen-(III)-chlorid

### Nährlösung nach Wilhelm Knop (1865)
Ein Liter fertige Lösung enthält:

1,00 g Ca(NO3)2 Calciumnitrat

0,25 g MgSO4 * 7 H2O Magnesiumsulfat

0,25 g KH2PO4 Kaliumdihydrogenphosphat

0,25 g KNO3 Kaliumnitrat

Spuren FeSO4 * 7 H2O Eisen(II)-sulfat

### Medium nach Pirson und Seidel
Ein Liter fertige Lösung enthält:

1,5 millimol KH2PO4

2,0 mM KNO3

1,0 mM CaCl2

1,0 mM MgSO4

18 μM Fe-Na-EDTA

8,1 μM H3BO3

1,5 μM MnCl2.

### Nährmedium nach Epstein
Ein Liter fertige Lösung enthält:

1 mM KNO3

1 mM Ca(NO3)2

1 mM NH4H2PO4

1 mM (NH4)2HPO4

1 mM MgSO4

0,02 mM Fe-EDTA

0,025 mM H3BO3

0,05 mM KCl

0,002 mM MnSO4

Spurenelemente:

0,002 mM ZnSO4

0,0005 mM CuSO4

0,0005 mM MoO3

### Spurenelementzusatz nach D. R. Hoagland
Ein Liter fertige Hoagland’sche Lösung (ergänzende Nährstofflösung, A-Z-Lösung a) enthält:
55 mg Al2(SO4)2

28 mg KJ

28 mg KBr

55 mg TiO2

28 mg SnCl2 · 2 H2O

28 mg LiCl

389 mg MnCl2 · 4 H2O

614 mg B(OH)3

55 mg ZnSO4

55 mg CuSO4 · 5 H2O

59 mg NiSO4 · 7 H2O

55 mg Co(NO3)2 · 6 H2O
Hoagland forschte intensiv auf dem Gebiet der Algendünger.

### Nährmedien zur Zellzüchtung
Da sich die Entwicklung von Wurzeln bei Stecklingen in Hydroponik-Kulturen nicht wesentlich von der Entwicklung von Einzelzellen oder Kallus-Gewebe bei In-vitro-Kulturen unterscheidet, werden dieselben Nährmedien oder Spezialzusätze wie für Pflanzen-Gewebekulturen (siehe dazu Murashige-Skoog-Medium) in der Hydroponik eingesetzt. Für die Differenzierung der Pflanzenzellen ist allerdings das Mengenverhältnis von Auxin zu Cytokinin maßgeblich. Bei einem Verhältnis von 10:1 entsteht ein Kallus, bei 100:1 bilden sich Wurzeln, bei anderer Verdünnung Stängel oder Blüten. Durch Variation verschiedener Hydroponik-Nährlösungen wird so üblicherweise (und schneller als bei Erdkultur) „umgeschaltet“ auf forcierte Wurzelbildung, Wuchsphase oder Blütenbildung.